# Cementerio de Grytviken

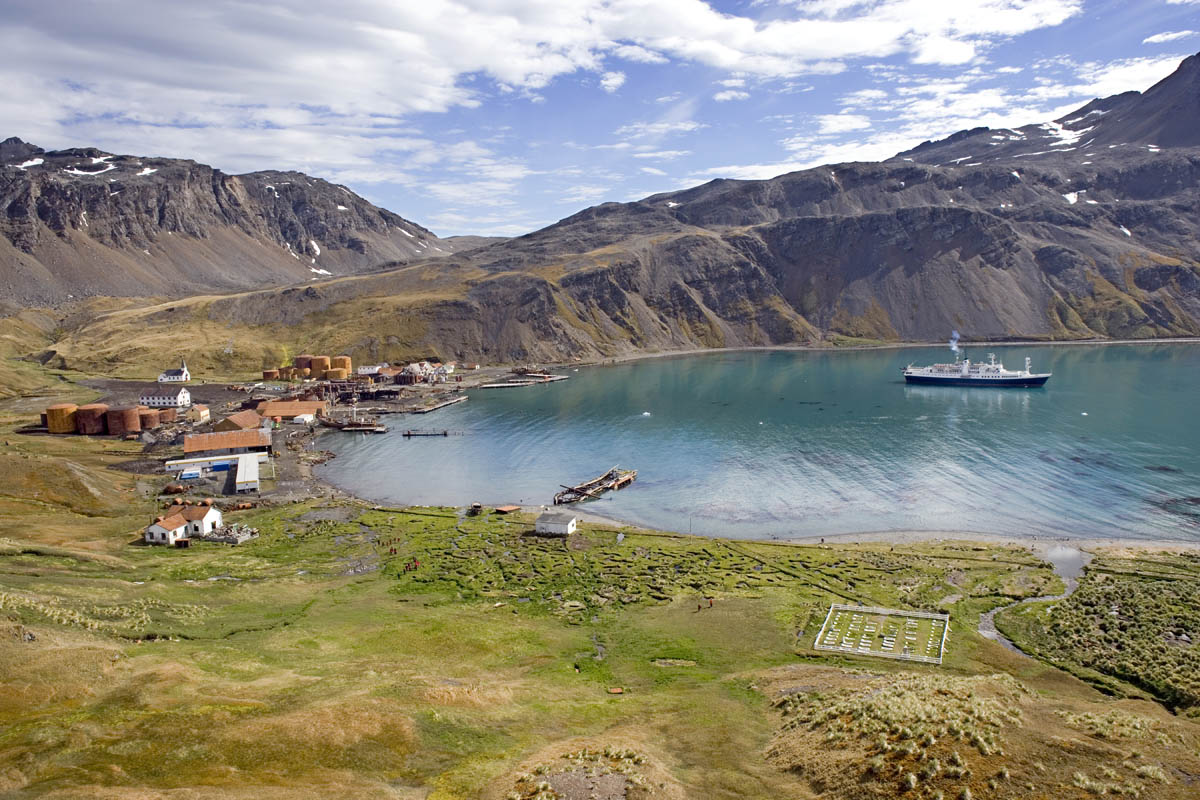
Vista general de Grytviken con el cementerio en la esquina inferior derecha.

El cementerio de Grytviken se encuentra al sudeste de dicha estación ballenera abandonada —a una distancia de cinco minutos—, sobre la costa sur de la caleta Vago, en la isla San Pedro en las Georgias del Sur, administradas por el Reino Unido y reclamadas por Argentina.
Actualmente es mantenido por el Museo de Georgia del Sur y recibe visitas de turistas provenientes de cruceros durante el verano austral, como así también de personas provenientes de buques de investigación, militares y yates privados. La mayoría se dirigen a ver la tumba de Shackleton, por lo que es un sitio bastante popular. No se permiten más de 100 visitantes a la vez para evitar destrozos.

## Historia
Otto Nordenskjöld describió el lugar en 1902 al fondear en la caleta Maiviken, diciendo:

...una serie de tumbas de balleneros en el lado sur de la bahía. Era un lugar muy bonito, con un poco de césped cerca de un arroyo ondulante, que cae, con una fuerza de blanco lanudo, por el lado de la montaña. Unos trozos de madera clavadas en la tierra marcan las tumbas, y en tres de ellos se encuentran inscripciones que siguen siendo legibles.

Cuando Schakleton falleció, fue velado en la iglesia noruega de Grytviken y trasladado a Montevideo —en Uruguay— para su posterior entierro en Gran Bretaña. Pero su viuda decidió que debía ser sepultado en las Georgias del Sur, enterrándolo allí el 5 de marzo de 1922, dos meses después de su muerte. La lápida de granito fue erigida en 1928. La tumba posee una placa de homenaje del Yacht Club Argentino de 1923.
Cada estación ballenera, las cuales cerraron hacia mediados del siglo XX, tuvo su cementerio respectivo.

## Tumbas notables
En el cementerio descansan Ernest Shackleton, explorador anglo-irlandés reconocido por la Expedición Imperial Transantártica y fallecido en 1922 en la isla, Frank Wild, explorador británico fallecido en 1939, Félix Artuso, suboficial argentino del ARA Santa Fe fallecido en la Guerra de las Malvinas de 1982, William Barlas, magistrado británico de Punta Coronel Zelaya fallecido en 1941, como así también balleneros noruegos fallecidos en la estación o en alta mar a principios del XX y cazadores de focas de varias nacionalidades del siglo XIX (antes de la fundación de Grytviken), formando un total de 64 tumbas.
Nueve tumbas son del invierno de 1912, cuando una epidemia de fiebre tifoidea golpeó la estación.

## Galería

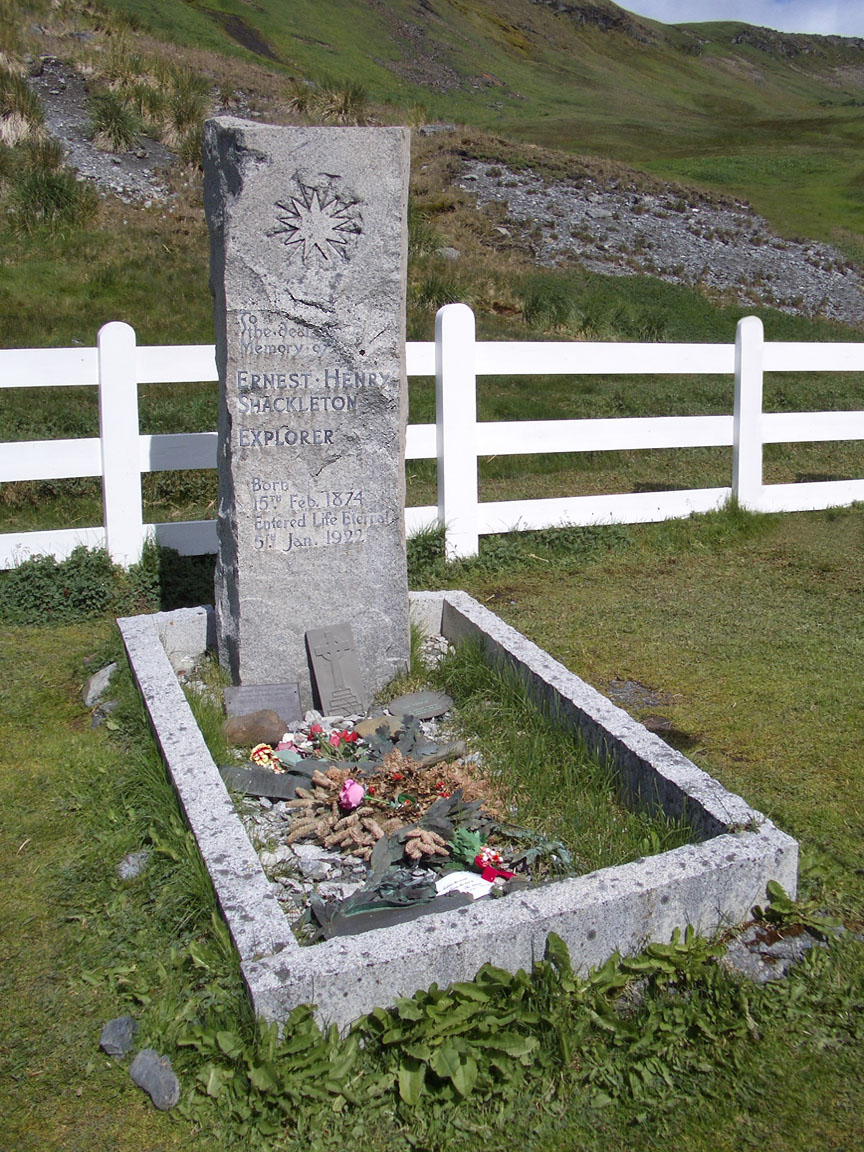
Tumba de Shackleton.
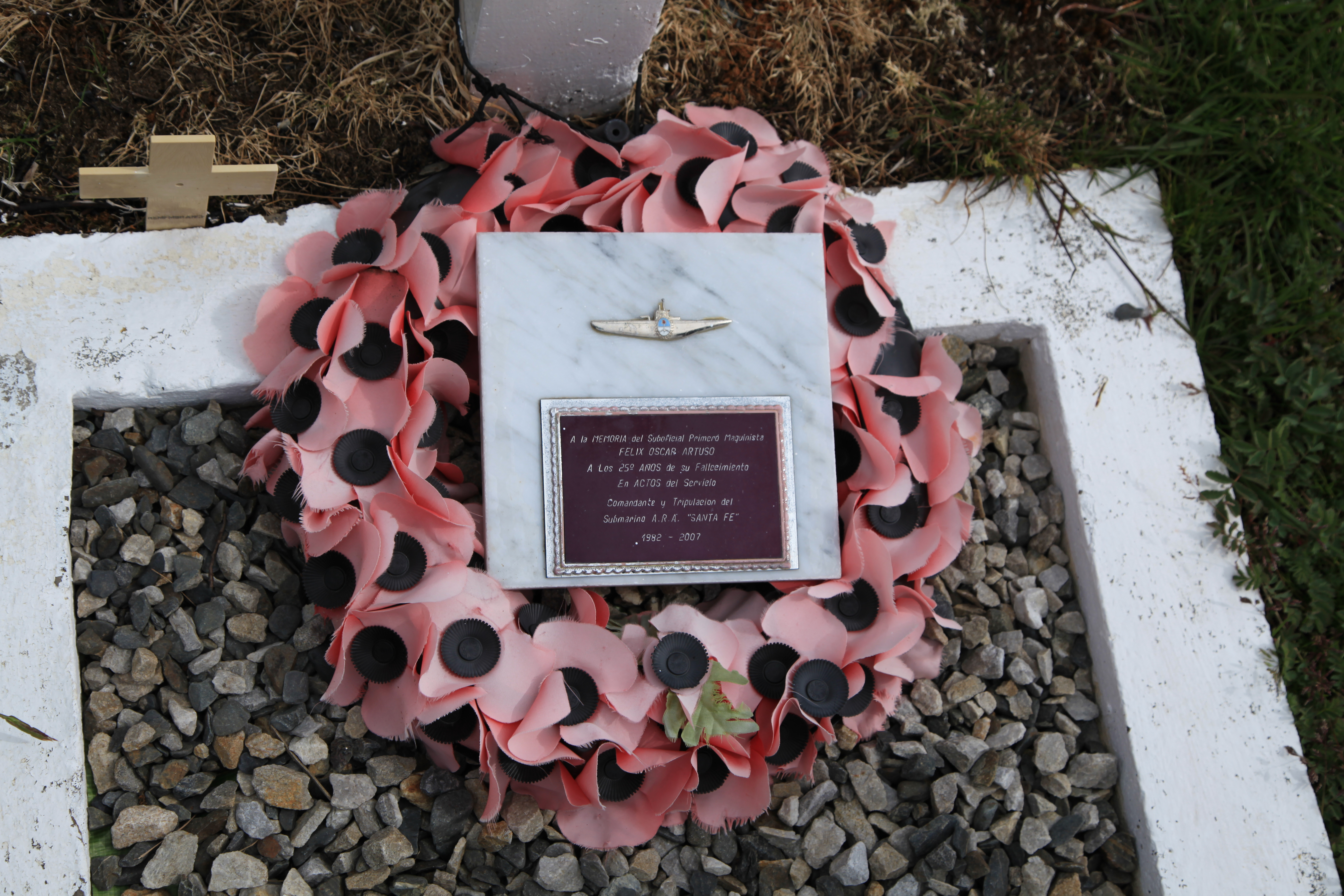
Tumba de Artuso.
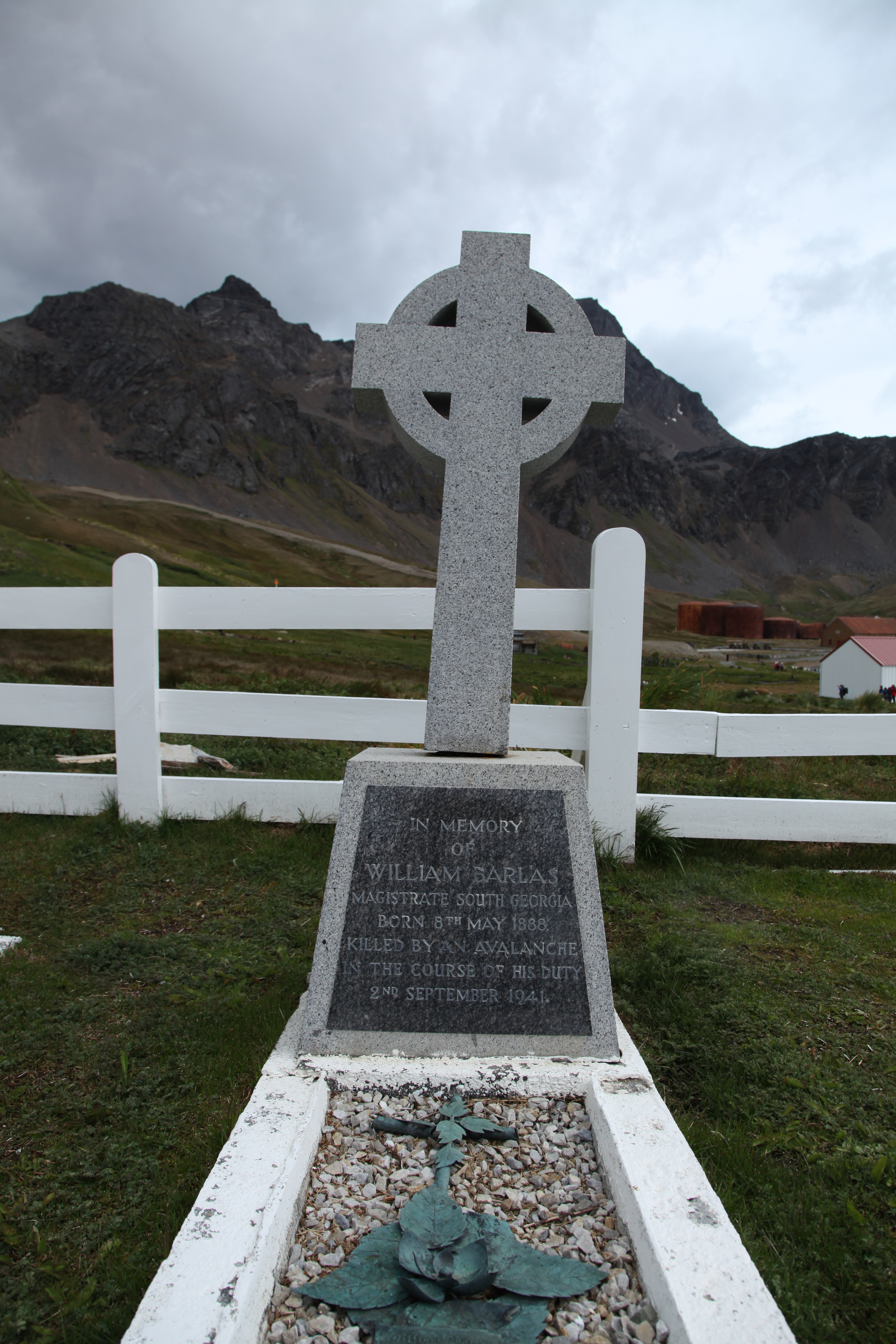
Tumba de Barlas.
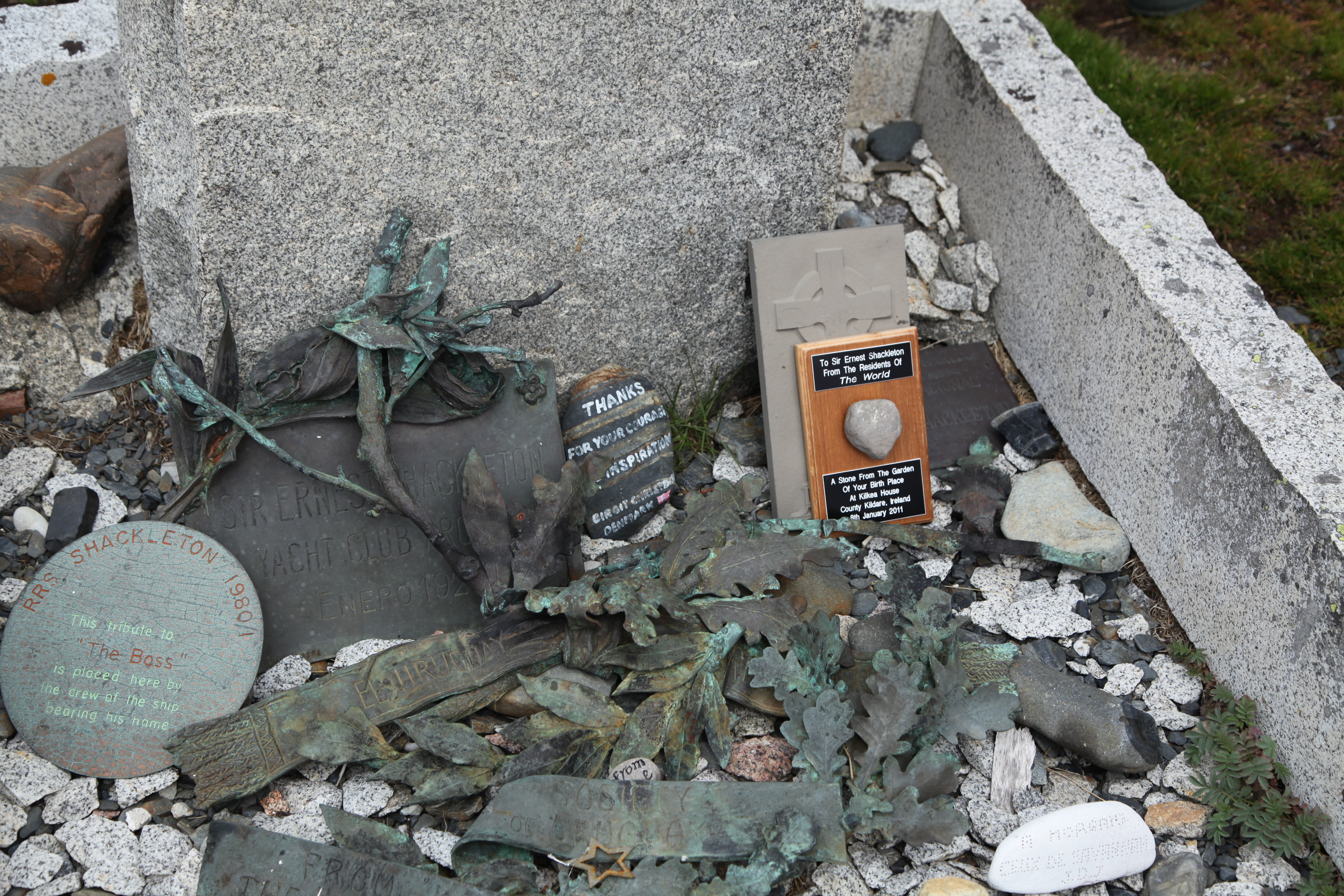
Objetos dejados en la tumba de Shackleton.
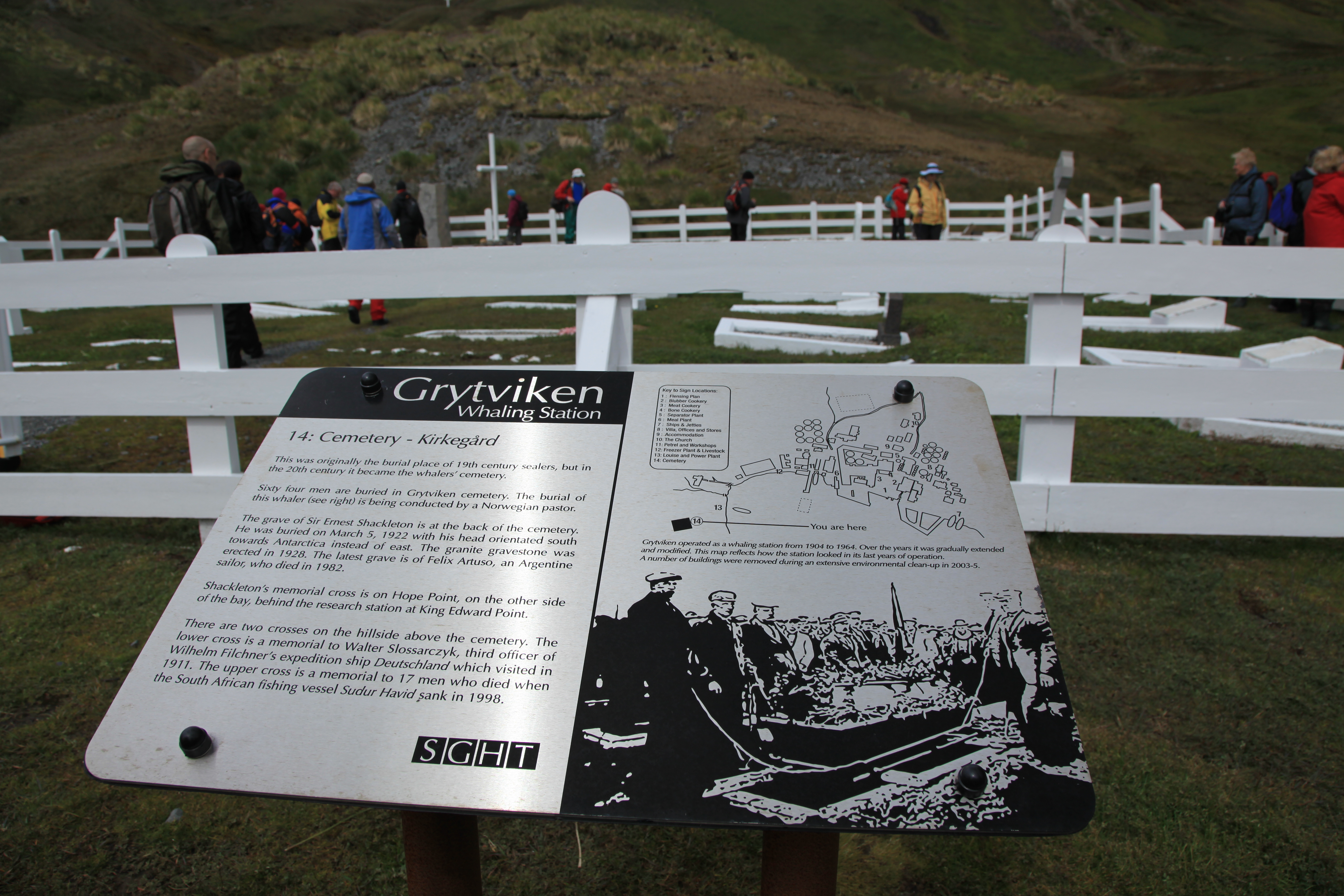
Placa informativa.